# Colleen Atwood
Colleen Atwood (* 25. September 1948 in Yakima, Washington) ist eine US-amerikanische Kostümbildnerin. Sie gewann je einen Oscar für die Besten Kostüme zu den Filmen Chicago (2003), Die Geisha (2006), Alice im Wunderland (2011) und Phantastische Tierwesen und wo sie zu finden sind (2017).

## Leben

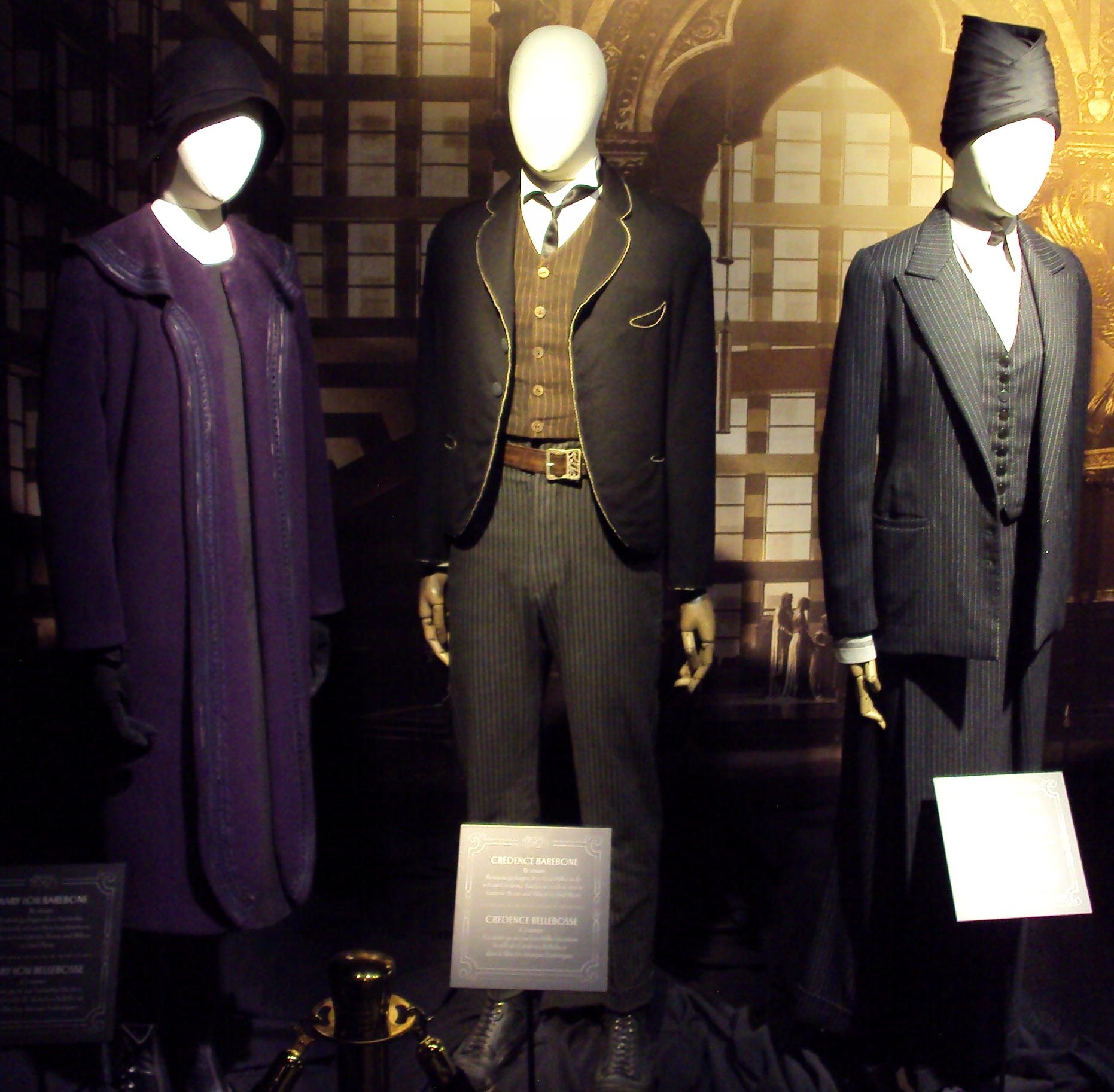
Kostüme aus dem Film Phantastische Tierwesen und wo sie zu finden sind (2016)

Atwood studierte Modedesign am Cornish College of the Arts in Seattle. 1981 wirkte sie bei den Dreharbeiten von Ragtime als Assistentin von Patrizia von Brandenstein erstmals bei einem Film mit. 1985 entwarf Atwood die Kostüme für den Konzertfilm Bring on the Night des Musikers Sting, für dessen Konzerte und Musikvideos sie auch in späteren Jahren immer wieder Kleider entwarf. Sie arbeitete an mehreren Filmen mit Tim Burton und Jonathan Demme. Atwood ist bis 2017 insgesamt elf Mal für den Oscar nominiert worden, vier Mal konnte sie ihn gewinnen. Den Preis der British Academy of Film and Television Arts erhielt Atwood ebenfalls für zwei Filme.

## Filmografie (Auswahl)
- 1987: Der Mann im Hintergrund (Someone to Watch Over Me)
- 1988: Die Mafiosi-Braut (Married to the Mob)
- 1990: Joe gegen den Vulkan (Joe Versus the Volcano)
- 1990: Edward mit den Scherenhänden (Edward Scissorhands)
- 1991: Das Schweigen der Lämmer (The Silence of the Lambs)
- 1993: Philadelphia
- 1994: Wyatt Earp – Das Leben einer Legende (Wyatt Earp)
- 1994: Betty und ihre Schwestern (Little Women)
- 1996: Mars Attacks!
- 1997: Gattaca
- 1998: Menschenkind (Beloved)
- 1999: Sleepy Hollow
- 2001: Mexican – Eine heiße Liebe (The Mexican)
- 2001: Planet der Affen (Planet of the Apes)
- 2002: Chicago
- 2003: Big Fish
- 2004: Lemony Snicket – Rätselhafte Ereignisse (Lemony Snicket’s A Series Of Unfortunate Events)
- 2005: Die Geisha (Memoirs of a Geisha)
- 2006: Mission: Impossible III
- 2007: Sweeney Todd – Der teuflische Barbier aus der Fleet Street (Sweeney Todd: The Demon Barber of Fleet Street)
- 2009: Public Enemies
- 2009: Nine
- 2010: Alice im Wunderland (Alice in Wonderland)
- 2010: The Tourist
- 2011: The Rum Diary
- 2011: In Time – Deine Zeit läuft ab (In Time)
- 2012: Dark Shadows
- 2012: Snow White and the Huntsman
- 2014: Big Eyes
- 2014: Into the Woods
- 2016: Phantastische Tierwesen und wo sie zu finden sind (Fantastic Beasts and Where to Find Them)
- 2018: Phantastische Tierwesen: Grindelwalds Verbrechen (Fantastic Beasts: The Crimes of Grindelwald)
- 2022: Phantastische Tierwesen: Dumbledores Geheimnisse (Fantastic Beasts: The Secrets of Dumbledore)
- 2022–2025: Wednesday (Fernsehserie)
- 2023: Arielle, die Meerjungfrau (The Little Mermaid )
- 2024: Masters of the Air (Miniserie)
- 2024: Beetlejuice Beetlejuice
- 2025: Kiss of the Spider Woman

## Auszeichnungen und Nominierungen (Auswahl)
Academy Awards
- 1995: Nominierung für Betty und ihre Schwestern
- 1999: Nominierung für Menschenkind
- 2000: Nominierung für Sleepy Hollow
- 2003: Oscar für Chicago
- 2005: Nominierung für Lemony Snicket – Rätselhafte Ereignisse
- 2006: Oscar für Die Geisha
- 2008: Nominierung für Sweeney Todd – Der teuflische Barbier aus der Fleet Street
- 2010: Nominierung für Nine
- 2011: Oscar für Alice im Wunderland
- 2013: Nominierung für Snow White and the Huntsman
- 2015: Nominierung für Into the Woods
- 2017: Oscar für Phantastische Tierwesen und wo sie zu finden sind

British Academy Film Award
- 1992: Nominierung, Beste Kostüme, für Edward mit den Scherenhänden
- 1995: Nominierung für Betty und ihre Schwestern
- 2000: BAFTA Award für Sleepy Hollow
- 2002: Nominierung für Planet der Affen
- 2003: Nominierung für Chicago
- 2006: BAFTA Award für Die Geisha
- 2008: Nominierung für Sweeney Todd – Der teuflische Barbier aus der Fleet Street
- 2011: BAFTA Award für Alice im Wunderland
- 2013: Nominierung für Snow White and the Huntsman
- 2015: Nominierung für Into the Woods
- 2017: Nominierung für Phantastische Tierwesen und wo sie zu finden sind